# Nahau Rooney

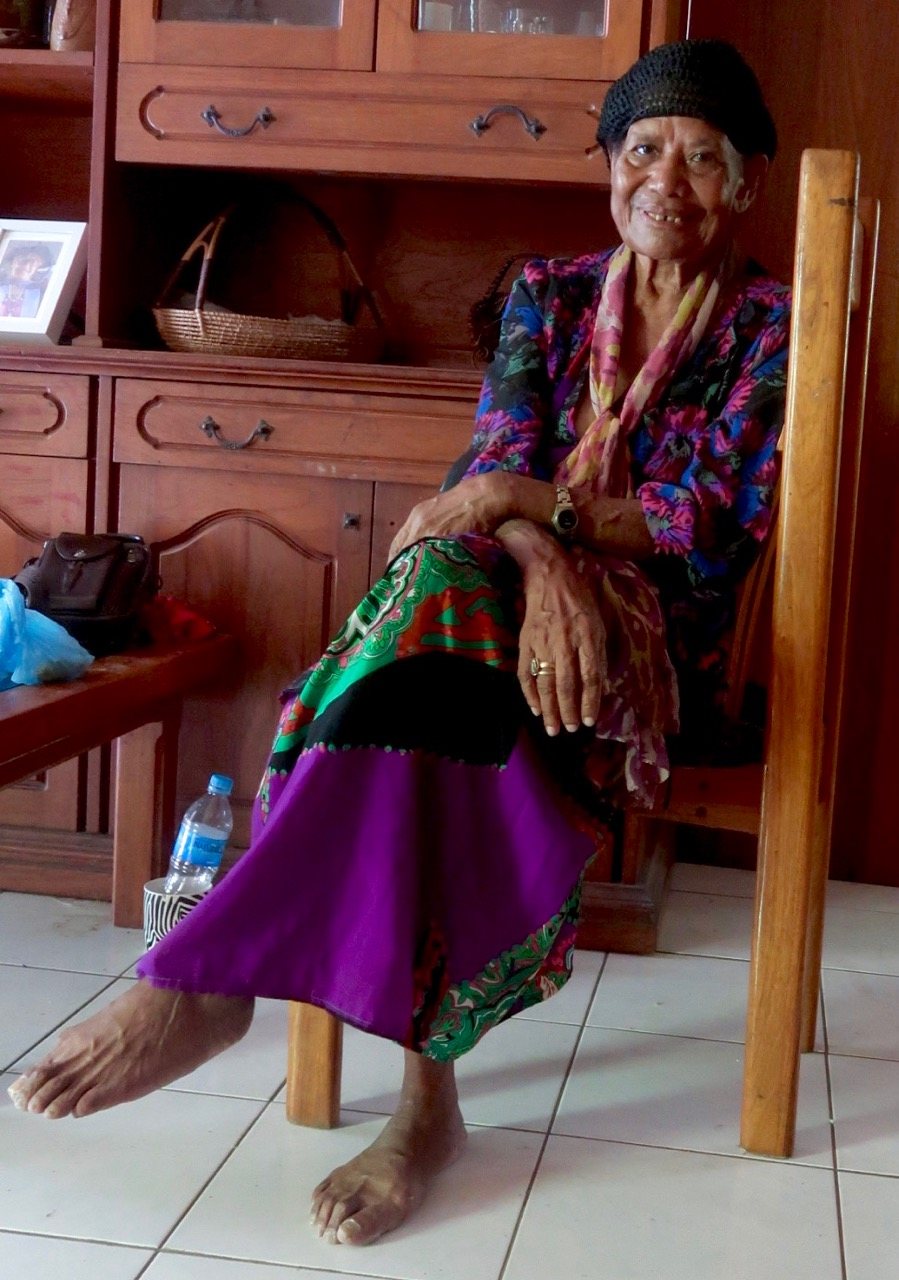
Nahau Rooney (2020)

Nahau Rooney (geboren 1945 auf Manus; gestorben am 15. September 2020 in Port Moresby auf Manus) war eine papua-neuguineische Politikerin. Von 1977 bis 1987 war sie Angehörige des nach der Unabhängigkeitserklärung neu gegründeten Nationalparlaments Papua-Neuguineas.

## Leben
Rooney ist in Zentral-Manus geboren und wuchs in M'bunai, einem Dorf an der Küste von Manus auf, wo sie in den frühen 1950er Jahren auch die Grundschule besuchte. Nach dem Besuch der Manus High School studierte sie am Madang Teachers College. Ein Stipendium der australischen Regierung ermöglichte ihr die Fortführung ihrer Studien in Melbourne. Nach dem Ende ihrer universitären Ausbildung unterrichtete sie die Fächer Englisch und Haushaltsökonomik an der Manus High School. Dort traf sie ihren späteren Mann, den Australier Wes Rooney, der an der Schule das Fach Science (Sachkunde) unterrichtete. Das Paar heiratete 1969 und hatte sechs gemeinsame Kinder: Kevin, Michelle, Poyap, Gabriel, Nawes und Eva. Wes Rooney wurde 1990 auf Manus ermordet, zu den näheren Umständen seines Todes ist nichts bekannt.

## Wirken
Rooney war eine von drei Frauen, die 1977 bei den ersten Parlamentswahlen nach der Unabhängigkeit Papua-Neuguineas in das 109 Abgeordnete zählende Nationalparlament des Landes gewählt wurden. Sie wurde 1982 wiedergewählt, zu diesem Zeitpunkt als einzige weibliche Abgeordnete im Parlament, musste ihren Sitz jedoch 1987 aufgeben. Sie vertrat den regionalen Wahlkreis Manus der Provinz Manus. In den 1990er Jahren war sie politisch nach wie vor aktiv und kandidierte bei den Parlamentswahlen 1997 erneut, jedoch ohne gewählt zu werden.
Nach ihrer Wahl ins Parlament 1977 war Rooney zunächst für das Ministerium für Strafvollzug und Alkohollizenzen zuständig, ab 1979 wurde sie Justizministerin im Kabinett von Premierminister Michael Somare. 1979, während ihrer Amtszeit als Ministerin, schrieb sie an den Leiter der Staatsanwaltschaft, Kevin Egan, und drängte auf Intervention, als Reaktion darauf, dass der Politiker und Geschäftsmann John Kaputin wegen Steuervergehen angeklagt wurde. Daraufhin verurteilte das Supreme Court sie wegen Missachtung zu einer achtmonatigen Gefängnisstrafe. Sie wurde auf Veranlassung von Somare jedoch unverzüglich wieder freigelassen. Ab 1985 diente sie als Ministerin für Kultur, Tourismus und Zivile Luftfahrt.
1985 war sie Mitgründerin der Organisation People’s Democratic Movement (PDM). Nach ihrem Ausscheiden aus dem Parlament wurde sie Direktorin des Forest Industries Council, stellvertretende Vorstandsvorsitzende von Air Niugini und Mitglied mehrerer Organisationen – darunter die Untersuchungskommission der Fluggesellschaften, der Rat der University of Papua New Guinea, die Nationale Finanzwirtschaftskommission, die Kommission für Gesetzesreformen, die Vereinigung Pihi Manus und die Provinzversammlung der Provinz Manus.
In den 2000er Jahren, nachdem sie sich größtenteils aus der Politik zurückgezogen hatte, betrieb sie ein Gästehaus auf ihrer Heimatinsel Manus, in Lorengau. Sie war jedoch daneben auch Präsidentin des Nationalen Frauenrats und kandidierte 2004 für das Amt der Generalgouverneurin, jedoch erneut erfolglos. Sie engagierte sich auch nach dem Ende ihrer politischen Karriere aktiv gegen den Klimawandel und für Frauenrechte.
Im Jahr 2006 wurde sie mit dem Titel Companion of the Order of the Star of Melanesia geehrt. Sie starb, vermutlich an den Folgen eines Schlaganfalls, in den frühen Morgenstunden des Vortages zum 45. Unabhängigkeitstag Papua-Neuguineas, am 15. September 2020 um 6.30 Uhr im Port Moresby General Hospital.